# Cepola australis
 Cepola australis és una espècie de peix de la família dels cepòlids i de l'ordre dels perciformes.

## Distribució geogràfica
Es troba a Austràlia (des d'Austràlia Meridional fins a Queensland).